# 拉丘鄉
44°50′N 25°26′E / 44.833°N 25.433°E
拉丘鄉（羅馬尼亞語：Comuna Raciu, Dâmbovița），是羅馬尼亞的鄉份，位於該國南部，由登博維察縣負責管轄，面積25平方公里，海拔高度239米，2007年人口3,352，人口密度每平方公里133人。